# A Room for Romeo Brass
A Room for Romeo Brass è un film del 1999, diretto da Shane Meadows.